# Kryklany
Kryklany (lit. Krikliniai) – miasteczko na Litwie, położone w okręgu poniewieskim, w rejonie pozwolskim. Liczy 290 mieszkańców (2001).